# Chasseneuil-sur-Bonnieure
Pour les articles homonymes, voir Chasseneuil (homonymie).
Chasseneuil-sur-Bonnieure (en occitan limousin Chassanuelh) est une commune du Sud-Ouest de la France, située dans le département de la Charente (région Nouvelle-Aquitaine).
Ses habitants sont les Chasseneuillais et les Chasseneuillaises.

## Géographie

### Localisation et accès
Chasseneuil-sur-Bonnieure est une petite ville située aux portes de la Charente limousine, sur la route nationale 141, qui est aussi la route Centre-Europe Atlantique qui bifurque à l'est vers les directions de Limoges et Guéret, et qui à l'ouest va en direction d'Angoulême.
Chasseneuil est la ville la plus importante de son canton, celui de Charente-Bonnieure.
Elle est située à 11 km au nord-est de La Rochefoucauld et à 8 km au sud-ouest de Saint-Claud. Elle est aussi à 30 km d'Angoulême, 27 km de Confolens, 9 km de Montembœuf, 12 km de Roumazières.
La N 141 contourne maintenant Chasseneuil par l'est par une voie express à 4 voies. Au nord de la ville la D 951 bifurque vers  Saint-Claud, Confolens, Bellac et Guéret.
De nombreuses départementales de moindre importance desservent aussi la commune : la D 27 de Villefagnan à Sauvagnac par Saint-Mary et Montembœuf, la D 11 qui va vers le Pont d'Agris puis Rouillac ou Angoulême, la D 62 qui va au sud vers Montbron par Yvrac et au nord vers Cellefrouin.
Elle est aussi une étape sur la voie ferrée Angoulême-Limoges où elle possède une gare.

### Hameaux et lieux-dits
L'agglomération de Chasseneuil occupe une grande partie de la commune. Elle englobe les hameaux de la Fuie, le Quéroy, Métry, Bourgneuf, le Maine...
On peut aussi citer de petits hameaux comme chez Dieu, au nord-est, la Garde et le Breuil, au sud-est, Jardenat, Puygibaud et le Beauquet au sud-ouest, et chez Burgaud au nord-ouest.

### Communes limitrophes
| Cellefrouin | Lussac              | Suaux                |
| Saint-Mary  | Chasseneuil         | Vitrac-Saint-Vincent |
| Les Pins    | Taponnat-Fleurignac | Saint-Adjutory       |

### Géologie et relief
La commune est en grande partie occupée par un terrain tertiaire détritique composé d'argile rouge sableuse à silex en provenance du Massif central tout proche (5 km au sud-est), et qui recouvre un socle calcaire du Jurassique inférieur, bordure du Bassin aquitain, visible dans le nord de la commune et les flancs des vallées,,.
Le relief de la commune est celle d'un plateau légèrement incliné vers l'ouest et entrecoupé par la vallée de la Bonnieure, avec une légère cuesta de 150 m d'altitude qui surplombe l'ouest de Chasseneuil et oblige la Bonnieure à faire un coude vers le sud-ouest. Cette partie ouest est couverte par la forêt de Chasseneuil et la lisière du bois de Bel-Air au nord-ouest.
La partie est de la commune n'est qu'à 130 m d'altitude mais s'élève progressivement vers le nord-est jusqu'à 165 m au Grand Bord.
Le point culminant, 174 m est au nord-ouest de la commune, près de chez Burgaud. Le point le plus bas est de 91 m sur la Bonnieure à sa sortie de la commune. La ville de Chasseneuil est à une altitude d'environ 115 m.

### Hydrographie

#### Réseau hydrographique

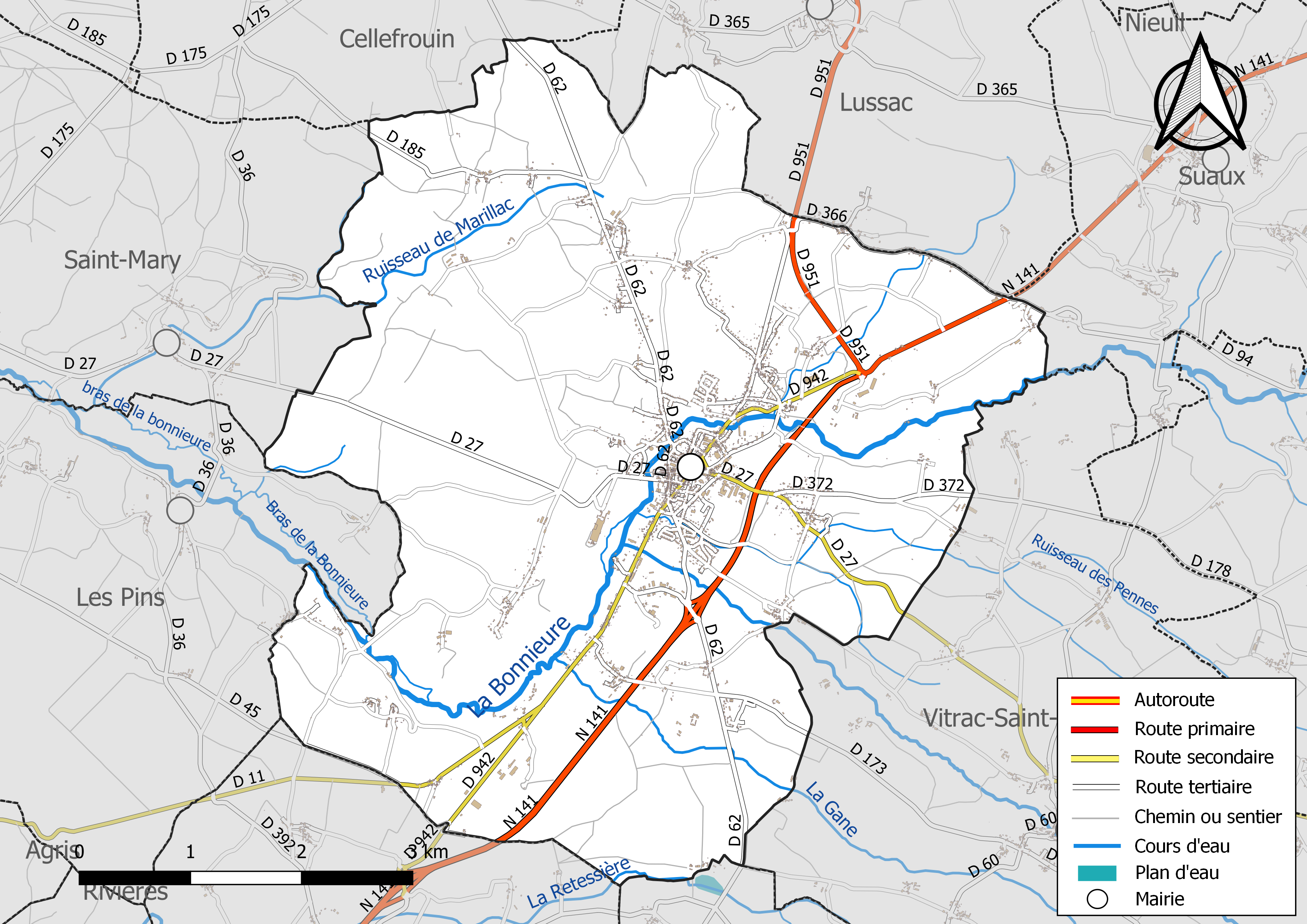
Réseaux hydrographique et routier de Chasseneuil-sur-Bonnieure.

La commune est située dans le bassin versant de la Charente au sein  du Bassin Adour-Garonne. Elle est drainée par la Bonnieure, le Rivaillon, la Gane, la Retéssière, le ruisseau de Marillac, le ruisseau des Pennes et par divers petits cours d'eau, qui constituent un réseau hydrographique de 26 km de longueur totale,.
La Bonnieure traverse la commune et la ville de Chasseneuil. D'une longueur totale de 46,8 km, prend sa source dans la commune de Terres-de-Haute-Charente et se jette  dans la Charente à Mouton, après avoir traversé 15 communes. Elle reçoit de nombreux petits affluents sur sa rive gauche, qui descendent comme elle du flanc du massif de l'Arbre, premier mont du Massif central qui occupe le canton de Montembœuf.
Le Rivaillon, d'une longueur totale de 12,3 km, prend sa source dans la commune de Montembœuf et se jette  dans la Bonnieure sur la commune, après avoir traversé 3 communes.
D'amont en aval, on peut citer le ruisseau des Pennes qui passe à Margnac, le Rivaillon qui passe à Vitrac, la Gane ou ruisseau du Maine Goidou qui passe au Breuil et Jardenat. La Retessière est un ruisseau qui fait la limite sud de la commune, passe à Russas et rejoint la Bellonne, affluent de la Tardoire, vers Taponnat. Tous ces ruisseaux coulent vers l'ouest.
À l'est de la commune, le sol argileux est propice à de petites retenues d'eau et mares.
À l'ouest de la commune, plus karstique, seul le ruisseau de Marillac prend sa source à Marillac-le-Cerf pour rejoindre vers le sud-ouest la Bonnieure à Saint-Mary.

#### Gestion des eaux
Le territoire communal est couvert par le schéma d'aménagement et de gestion des eaux (SAGE) « Charente ». Ce document de planification, dont le territoire correspond au bassin de la Charente, d'une superficie de 9 300 km2, a été approuvé le 19 novembre 2019. La structure porteuse de l'élaboration et de la mise en œuvre est l'établissement public territorial de bassin Charente. Il définit sur son territoire les objectifs généraux d’utilisation, de mise en valeur et de protection quantitative et qualitative des ressources en eau superficielle et souterraine, en respect des objectifs de qualité définis dans le troisième SDAGE  du Bassin Adour-Garonne qui couvre la période 2022-2027, approuvé le 10 mars 2022.

### Climat
Le climat est de type climat océanique aquitain, avec une légère dégradation par rapport aux communes plus à l'ouest, car on est aux portes de la Charente limousine.

### Végétation

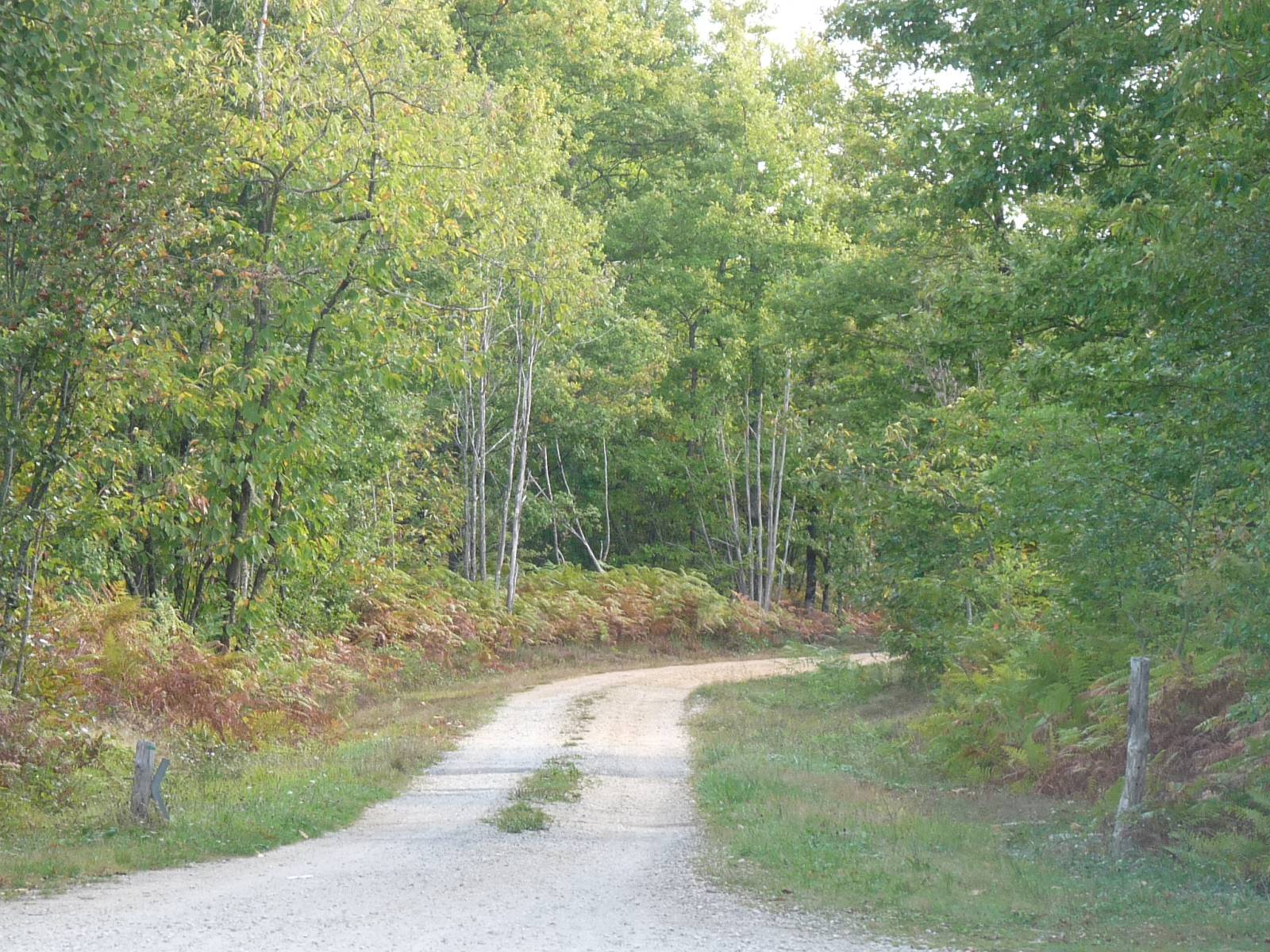
La forêt domaniale de Chasseneuil.

La commune est surtout boisée à l'ouest, avec la forêt de Chasseneuil et la lisière du bois de Bel-Air au nord-ouest, qui recouvrent les premiers plateaux calcaires.
La moitié est, bien irriguée, est surtout composée de prairies cultivées ou destinées à l'élevage.

## Urbanisme

### Typologie
Au 1er janvier 2024, Chasseneuil-sur-Bonnieure est catégorisée commune rurale à habitat dispersé, selon la nouvelle grille communale de densité à 7 niveaux définie par l'Insee en 2022.
Elle appartient à l'unité urbaine de Chasseneuil-sur-Bonnieure, une unité urbaine monocommunale constituant une ville isolée,. La commune est en outre hors attraction des villes,.

### Occupation des sols
L'occupation des sols de la commune, telle qu'elle ressort de la base de données européenne d’occupation biophysique des sols Corine Land Cover (CLC), est marquée par l'importance des territoires agricoles (70,5 % en 2018), en diminution par rapport à 1990 (72,7 %). La répartition détaillée en 2018 est la suivante : 
zones agricoles hétérogènes (39,4 %), forêts (18,6 %), terres arables (17,8 %), prairies (13,3 %), zones urbanisées (9,9 %), zones industrielles ou commerciales et réseaux de communication (1 %). L'évolution de l’occupation des sols de la commune et de ses infrastructures peut être observée sur les différentes représentations cartographiques du territoire : la carte de Cassini (XVIIIe siècle), la carte d'état-major (1820-1866) et les cartes ou photos aériennes de l'IGN pour la période actuelle (1950 à aujourd'hui).

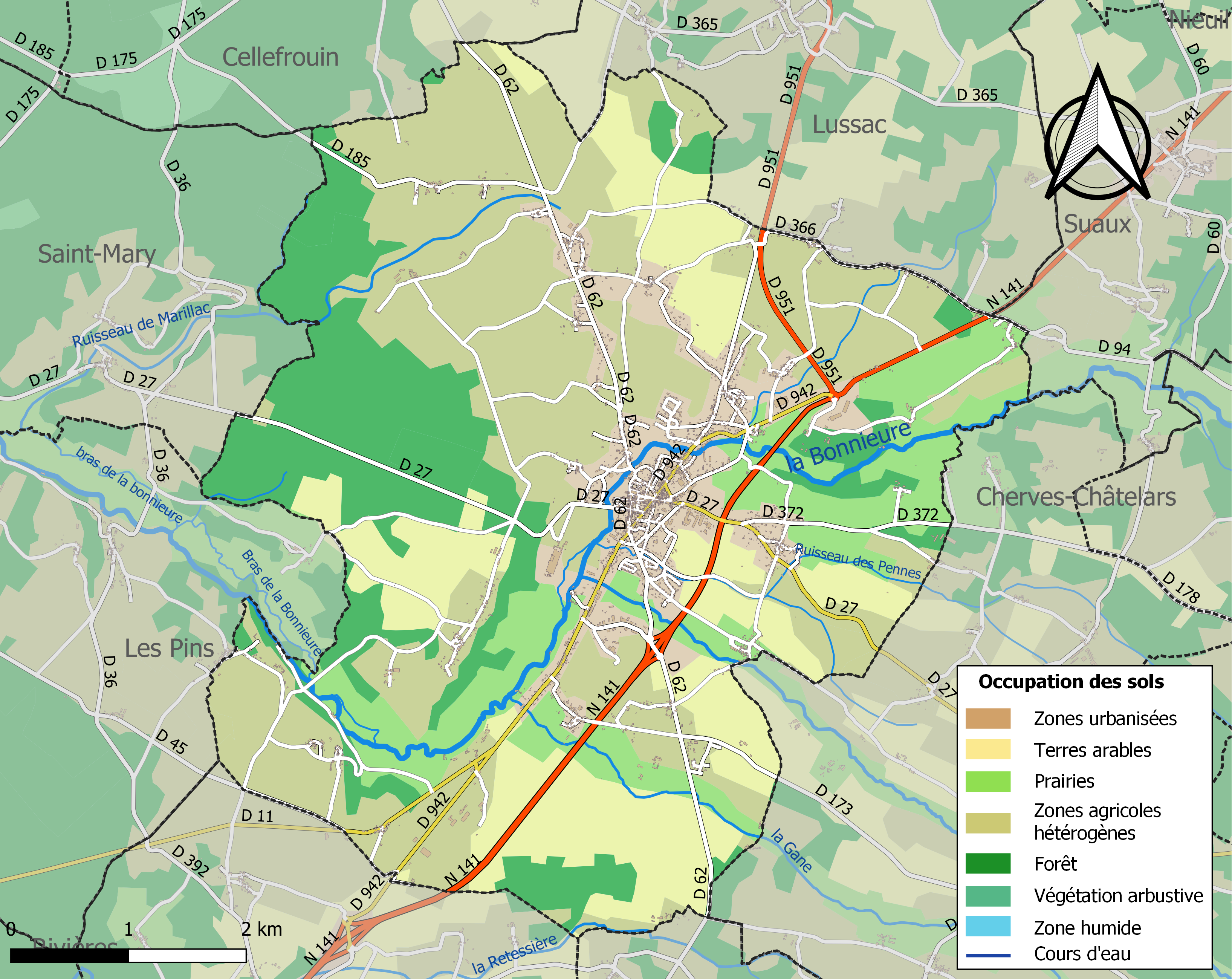
Carte des infrastructures et de l'occupation des sols de la commune en 2018 (CLC).

### Risques majeurs
Le territoire de la commune de Chasseneuil-sur-Bonnieure est vulnérable à différents aléas naturels : météorologiques (tempête, orage, neige, grand froid, canicule ou sécheresse), mouvements de terrains et séisme (sismicité faible). Il est également exposé à un risque technologique, le transport de matières dangereuses. Un site publié par le BRGM permet d'évaluer simplement et rapidement les risques d'un bien localisé soit par son adresse soit par le numéro de sa parcelle.

#### Risques naturels

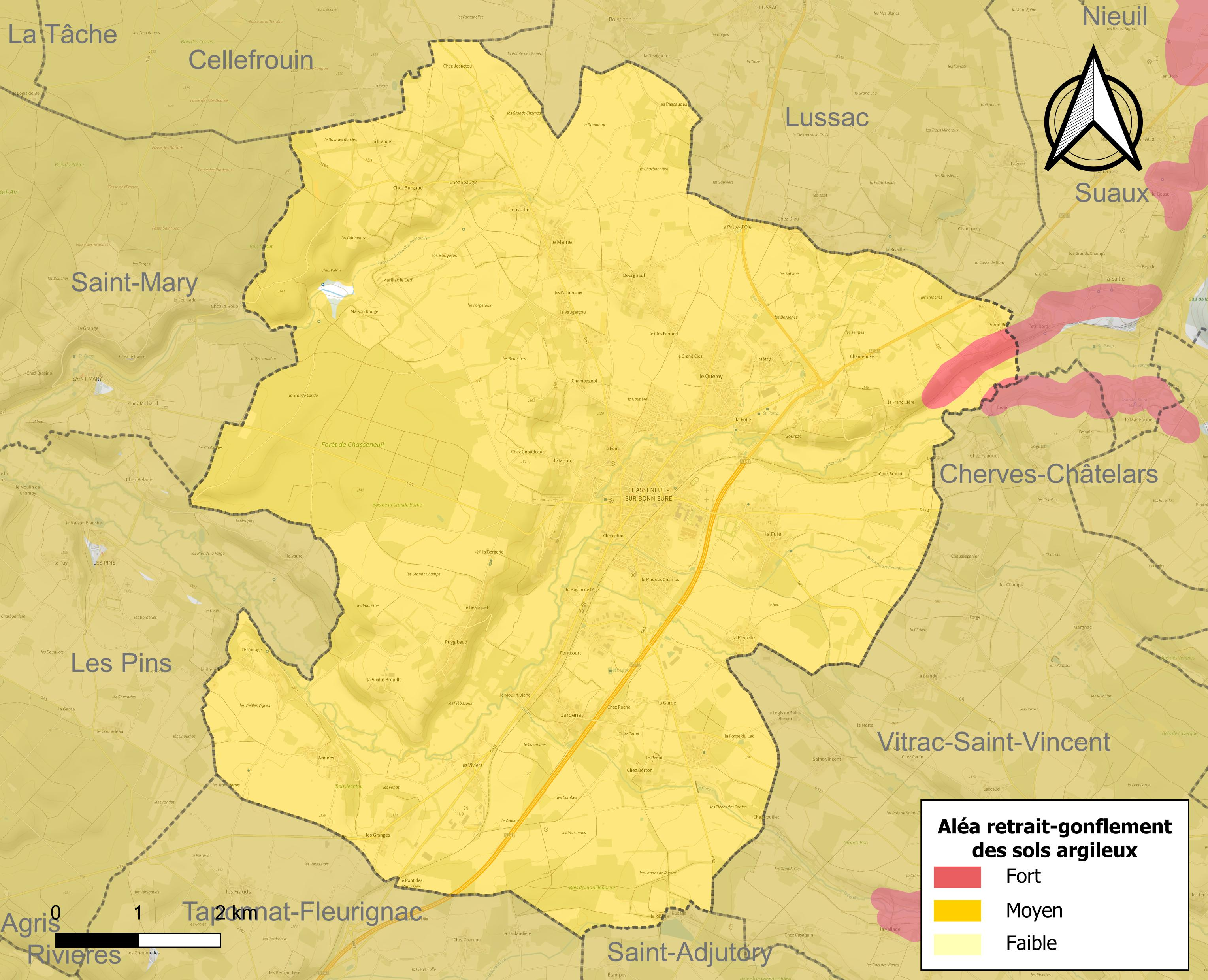
Carte des zones d'aléa retrait-gonflement des sols argileux de Chasseneuil-sur-Bonnieure.

Les mouvements de terrains susceptibles de se produire sur la commune sont des affaissements et effondrements liés aux cavités souterraines (hors mines) et des glissements de terrain. Par ailleurs, afin de mieux appréhender le risque d’affaissement de terrain, l'inventaire national des cavités souterraines permet de localiser celles situées sur la commune.
Le retrait-gonflement des sols argileux est susceptible d'engendrer des dommages importants aux bâtiments en cas d’alternance de périodes de sécheresse et de pluie. 99,9 % de la superficie communale est en aléa moyen ou fort (67,4 % au niveau départemental et 48,5 % au niveau national). Sur les 1 608 bâtiments dénombrés sur la commune en 2019, 1 608 sont en aléa moyen ou fort, soit 100 %, à comparer aux 81 % au niveau départemental et 54 % au niveau national. Une cartographie de l'exposition du territoire national au retrait gonflement des sols argileux est disponible sur le site du BRGM,.
Par ailleurs, afin de mieux appréhender le risque d’affaissement de terrain, l'inventaire national des cavités souterraines permet de localiser celles situées sur la commune.
La commune a été reconnue en état de catastrophe naturelle au titre des dommages causés par les inondations et coulées de boue survenues en 1982, 1983, 1999 et 2018. Concernant les mouvements de terrains, la commune a été reconnue en état de catastrophe naturelle au titre des dommages causés par la sécheresse en 2005, 2009 et 2011 et par des mouvements de terrain en 1999.

#### Risques technologiques
Le risque de transport de matières dangereuses sur la commune est lié à sa traversée par une ou des infrastructures routières ou ferroviaires importantes ou la présence d'une canalisation de transport d'hydrocarbures. Un accident se produisant sur de telles infrastructures est susceptible d’avoir des effets graves sur les biens, les personnes ou l'environnement, selon la nature du matériau transporté. Des dispositions d’urbanisme peuvent être préconisées en conséquence.

## Toponymie
Les formes anciennes sont Chassagnoles au XIe siècle, Chassanoilio, Chassanolho, Chassanolio au XIVe siècle.
Le toponyme Chasseneuil est issu du gaulois cassanos, signifiant chêne, suivi du suffixe -ialo signifiant clairière. Il signifie donc « clairière des chênes »,.
Le nom du lieu-dit le Quéroy, quartier au nord-est du centre-ville, viendrait du latin quadrivium signifiant carrefour, indiquant vraisemblablement la proximité d'un carrefour de deux voies anciennes, comme le Quéroy de la commune de Mornac.

### Langue
La commune est dans la partie occitane de la Charente qui en occupe le tiers oriental, et le dialecte est limousin. Elle s’écrit Chassanuelh en occitan limousin.

## Histoire

### Époque romaine
Dans un ancien cimetière à Chasseneuil, une borne milliaire a été réemployée comme sarcophage d'enfant. Le texte est hélas illisible. Elle a été donnée au musée archéologique d'Angoulême au XIXe siècle. D'autres objets romains ont été trouvés sur la commune : monnaies, urnes, médailles en or, sarcophages.
Chasseneuil était entouré par deux voies romaines qui allaient d'est en ouest et passaient à moins de 2 km du centre actuel : la voie d'Agrippa de Saintes à Lyon par Limoges passait le long de la limite sud de la commune, et sur la limite nord (Chez Dieu), une voie romaine secondaire reliant Chassenon à la Terne est supposée.
Au XIXe siècle, on a retrouvé les traces de deux camps antiques à l'est de Chasseneuil : aux Pennes (orthographié alors les Peines), dans le bois à 300 m au nord-ouest du hameau et au bord de la route de Cherves-Châtelars, et Chez Fauquet (ou chez Fouquet), commune de Vitrac-Saint-Vincent. Ils ont tous les deux environ 100 mètres de côté,,.
Chasseneuil semble donc avoir eu une certaine importance à l'époque gallo-romaine. Cependant, les historiens s'accordent à penser que la villa Cassinogilum, lieu attesté de la naissance de Louis le Pieux, roi d'Aquitaine, serait d'après des découvertes archéologiques de 2014 Casseuil en Gironde, même si on avait longtemps mis en avant Chasseneuil-du-Poitou dans la Vienne.

### Du Moyen Âge auXVIIIesiècle
Chasseneuil faisait partie de la province d'Angoumois et était le siège d'un archiprêtré dépendant du diocèse d'Angoulême. L'église a été refaite au XVe siècle, mais il reste la base du clocher et une partie de la nef de l'ancienne église romane.
Le fief de Chasseneuil relevait de la châtellenie de La Rochefoucauld.
Le XVIe siècle a été marqué par la révolte de la gabelle.
Chasseneuil a été dévastée durant les guerres de religion.
De 1715 à 1725 eut lieu une insurrection paysanne contre les collecteurs des tailles.

### Époque contemporaine
En 1875, la ligne d'Angoulême à Limoges a été construite et Chasseneuil a bénéficié d'une gare relativement importante.
En septembre 1939, alors que la Seconde Guerre mondiale vient tout juste de commencer, la commune et ses environs accueillent plus de 2 800 réfugiés mosellans de Sarreguemines. Après l'armistice de juin 1940, lorsque ces réfugiés peuvent revenir à Sarreguemines (devenue Saargemünd), une centaine d'entre eux va rester en Charente.
Durant cette guerre, Chasseneuil a été un important centre de la résistance avec le maquis de Bir Hacheim et la ville a payé un lourd tribut. Le 22 mars 1944, la ville est encerclée un jour de foire par une division allemande, des Français collaborateurs et des gardes mobiles. Toutes les maisons sont fouillées mais ils ne trouvent ni résistants ni armes. Monsieur Blanc est tué dans son jardin et monsieur Roche, blessé, sera amputé d'un bras. Ils emmenèrent 127 personnes, certaines seront libérées le 15 avril, les autres seront torturées, fusillées ou déportées comme Guy Pascaud.

## Politique et administration

### Rattachements administratifs
Jusqu'à 2014, Chasseneuil-sur-Bonnieure faisait partie du canton de Saint-Claud. À la suite de la loi du 17 mai 2013 du redécoupage des cantons français, Chasseneuil-sur-Bonnieure est devenu chef-lieu du canton de Charente-Bonnieure lors des élections départementales de 2015.

### Tendances politiques et résultats
La commune de Chasseneuil-sur-Bonnieure est une terre de gauche. Cependant, quelques résultats sont en contradiction avec ce principe comme notamment les élections municipales de 2014 ou encore l'élection présidentielle de 2002 où Jacques Chirac est arrivé en tête au premier tour.
Quelques résultats d'élections dans cette commune (les candidats mentionnés sont ceux arrivés en tête au premier ou au second tour) :
- Élection présidentielle de 2022 : Marine Le Pen (RN)
- Élections municipales de 2020 : liste « Demain Autrement », Fabrice Point
- Élections européennes de 2019 : liste « Prenez le pouvoir, liste soutenue par Marine Le Pen » (RN)
- Élections législatives de 2017: Madeleine NGombet-Bitoo (EM) y arrive en tête au premier tour et Jérôme Lambert (PS) au second
- Élection présidentielle de 2017: Emmanuel Macron (EM)
- Élections régionales de 2015: Alain Rousset (PS)
- Élections départementales de 2015 : Fabrice Point et Sandrine Précigout (PS)
- Élections européennes de 2014 : liste « Pour la France, agir en Europe avec Alain Cadec » (UMP)
- Élections municipales de 2014 : Jean-Claude Fourgeaud (DVD)
- Élections législatives de 2012 : Jérôme Lambert (PS)
- Élection présidentielle de 2012 : François Hollande (PS)
- Élections cantonales de 2011 : Claude Burlier (PS)
- Élections régionales de 2010 : Ségolène Royal (PS)
- Élections européennes de 2009 : liste majorité présidentielle (UMP)
- Élections municipales de 2008 : Adrienne Simon (DVG)
- Élection présidentielle de 2007 : Ségolène Royal (PS)
- Élection présidentielle de 2002 : Jacques Chirac (RPR), Jean-Marie Le Pen y obtient 11,12 % des voix au premier tour et 12,28 % au second.

### Liste des maires
| Période                                  | Période           | Identité                         | Étiquette        | Qualité |
| ---------------------------------------- | ----------------- | -------------------------------- | ---------------- | --- |
| Les données manquantes sont à compléter. |                   |                                  |                  | |
|                                          |                   | Jean-Théodore Pascaud            | Républicain      | Conseiller d'arrondissement (1898 → 1904) |
| janvier 1899                             | décembre 1901     | François Georges-Hilaire Cartier |                  | |
| décembre 1901                            | 31 mars 1923      | Jean Julien                      | Républicain Rad. | Conseiller d'arrondissement (1922 → 1934) |
| 1er avril 1923                           | 20 mars 1941      | Édouard Pascaud                  | PRRRS            | Agriculteur et industriel Député de la Charente (1928 → 1942) Conseiller général de Saint-Claud (1913 → 1941) Ancien conseiller d'arrondissement (1904 → 1919)                                                            |
| 21 mars 1941                             | 29 septembre 1944 | Jean-Félix Massonnaud            |                  | Directeur de laiterie |
| 30 septembre 1944                        | 16 mai 1945       | Édouard Bordier                  |                  | Adjoint au maire (1935 → 1941) Faisant fonction de maire |
| 17 mai 1945                              | 7 mai 1953        | Édouard Pascaud                  | PRRRS            | Agriculteur et industriel |
| 8 mai 1953                               | 1970              | Guy Pascaud                      | PRRRS            | Professeur, ancien résistant Sénateur de la Charente (1948 → 1979) Conseiller général de Saint-Claud (1945 → 1979) Président du conseil général (1958 → 1979)                                                             |
| 1970                                     | 24 juillet 1970   | Délégation spéciale              |                  | Présidée par Albertine Picard |
| 24 juillet 1970                          | 15 mars 1983      | Henri Bourgoin                   |                  | |
| 16 mars 1983                             | 23 mars 1989      | Pierre Desrives                  |                  | Adjoint au maire (1971 → 1983) |
| 24 mars 1989                             | 24 juin 1995      | Michel Barral                    | PCF              | Conseiller régional de Poitou-Charentes (1986 → 1998) Conseiller général de Saint-Claud (1979 → 1992) |
| 25 juin 1995                             | 24 mars 2001      | Claude Burlier (1942-2021)       | PS               | Instituteur retraité Premier adjoint au maire (2008 → 2014) Conseiller général de Saint-Claud (1998 → 2015) |
| 24 mars 2001                             | 21 mars 2008      | Bernard Gras                     | UDF              | Vétérinaire Ancien conseiller général de Saint-Claud (1992 → 1998) |
| 21 mars 2008                             | mars 2014         | Adrienne Simon                   | DVG              | Retraitée de l'Éducation nationale |
| mars 2014                                | 28 mai 2020       | Jean-Claude Fourgeaud            | DVD              | Employé de banque retraité, ancien adjoint au maire |
| 28 mai 2020                              | En cours          | Fabrice Point                    | PS               | Commerçant, ancien professeur d’histoire-géographie Conseiller départemental de Charente-Bonnieure (2015 → ) 3e vice-président du conseil départemental (2021 → ) Vice-président de la CC de Charente Limousine (2017 → ) |

## Démographie

### Évolution démographique
L'évolution du nombre d'habitants est connue à travers les recensements de la population effectués dans la commune depuis 1793. Pour les communes de moins de 10 000 habitants, une enquête de recensement portant sur toute la population est réalisée tous les cinq ans, les populations de référence des années intermédiaires étant quant à elles estimées par interpolation ou extrapolation. Pour la commune, le premier recensement exhaustif entrant dans le cadre du nouveau dispositif a été réalisé en 2005.

En 2022, la commune comptait 3 103 habitants, en évolution de +1,74 % par rapport à 2016 (Charente : −0,48 %, France hors Mayotte : +2,11 %).
| 1793  | 1800  | 1806  | 1821  | 1831  | 1841  | 1846  | 1851  | 1856  |
| ----- | ----- | ----- | ----- | ----- | ----- | ----- | ----- | ----- |
| 1 850 | 1 461 | 1 615 | 1 719 | 1 821 | 2 167 | 2 210 | 2 321 | 2 229 |

| 1861  | 1866  | 1872  | 1876  | 1881  | 1886  | 1891  | 1896  | 1901  |
| ----- | ----- | ----- | ----- | ----- | ----- | ----- | ----- | ----- |
| 2 178 | 2 162 | 2 174 | 2 204 | 2 492 | 2 550 | 2 463 | 2 471 | 2 356 |

| 1906  | 1911  | 1921  | 1926  | 1931  | 1936  | 1946  | 1954  | 1962  |
| ----- | ----- | ----- | ----- | ----- | ----- | ----- | ----- | ----- |
| 2 508 | 2 496 | 2 508 | 2 422 | 2 538 | 2 525 | 2 486 | 2 783 | 2 723 |

| 1968  | 1975  | 1982  | 1990  | 1999  | 2005  | 2006  | 2010  | 2015  |
| ----- | ----- | ----- | ----- | ----- | ----- | ----- | ----- | ----- |
| 2 790 | 2 803 | 2 903 | 2 791 | 2 786 | 2 880 | 2 894 | 2 986 | 3 036 |

| 2020  | 2022  | - | - | - | - | - | - | - |
| ----- | ----- | - | - | - | - | - | - | - |
| 3 100 | 3 103 | - | - | - | - | - | - | - |

### Pyramide des âges
La population de la commune est relativement âgée.
En 2018, le taux de personnes d'un âge inférieur à 30 ans s'élève à 27,6 %, soit en dessous de la moyenne départementale (30,2 %). À l'inverse, le taux de personnes d'âge supérieur à 60 ans est de 37,9 % la même année, alors qu'il est de 32,3 % au niveau départemental.
En 2018, la commune comptait 1 416 hommes pour 1 649 femmes, soit un taux de 53,8 % de femmes, largement supérieur au taux départemental (51,59 %).
Les pyramides des âges de la commune et du département s'établissent comme suit.
| Hommes | Classe d’âge | Femmes |
| ------ | ------------ | ------ |
| 1,5    | 90 ou +      | 3,7    |
| 12,0   | 75-89 ans    | 15,1   |
| 20,7   | 60-74 ans    | 22,2   |
| 19,5   | 45-59 ans    | 17,9   |
| 17,4   | 30-44 ans    | 14,5   |
| 12,7   | 15-29 ans    | 12,8   |
| 16,2   | 0-14 ans     | 13,6   |

| Hommes | Classe d’âge | Femmes |
| ------ | ------------ | ------ |
| 1      | 90 ou +      | 2,7    |
| 9,2    | 75-89 ans    | 12     |
| 20,6   | 60-74 ans    | 21,3   |
| 20,7   | 45-59 ans    | 20,3   |
| 16,8   | 30-44 ans    | 16     |
| 15,6   | 15-29 ans    | 13,4   |
| 16,1   | 0-14 ans     | 14,3   |

## Économie
Le groupe Terreal y dispose d'une usine de production de blocs de béton.

## Équipements, services et vie locale
La ville de Chasseneuil a à disposition deux gymnases, trois courts de tennis, plusieurs terrains de football ainsi qu'une piste d'athlétisme et une piscine avec bassin de 25 mètres ouverte toute l'année.

### Enseignement
Chasseneuil dispose du lycée professionnel public Pierre-André-Chabanne. Ancien collège d'enseignement technique (CET) construit en 1972, maintenant lycée, il accueille 510 élèves, dans 3 pôles de formations : industriel, vente, services à la personne.
Chasseneuil possède aussi un centre de formation d'apprentis (CFA) appelé plus couramment campus des métiers, dépendant de la chambre de métiers et de l'artisanat de Charente.
Le collège d'enseignement secondaire Louis-Pasteur regroupe 323 élèves de la 6e à la 3e répartis dans 17 classes, comprenant une SEGPA et une UPI.
Chasseneuil possède aussi une école élémentaire Édouard-Pascaud comprenant huit classes, ainsi qu'une école maternelle.

### Sports et activités
La ville de Chasseneuil-sur-Bonnieure compte une vingtaine de clubs sportifs :
- Club de basketball
- Club de chasse
- L'association sportive du collège
- L'association sportive du LEP
- Club de yoga
- Club de tennis de table
- Club de tennis, qui compte environ 70 licenciés
- Club de natation
- Club de handball, dont l'équipe 1 masculine évolue en Nationale 2 et l'équipe 1 féminine en  Nationale 3 en 2014 et Prénationale en 2015
- Club d'athlétisme
- Club de football
- Club de gymnastique
- Club de judo
- Club de badminton, qui compte une cinquantaine de licenciés
- Club de pétanque
- Club de pêche

### Vie associative
Il existe une vie associative assez importante avec une quarantaine d'associations (hors associations sportives) comme notamment la banda Los Cassanoïalos ou encore un centre de loisirs.

## Culture locale et patrimoine

### Lieux et monuments
- L'église paroissiale Saint-Saturnin est du XIIe siècle et a été très remaniée au XVe siècle puis restaurée au XIXe siècle et au XXIe siècle. Elle était un des 13 archiprêtrés de l'Angoumois[51].
- Un logis du XVIe siècle avec tour à poivrière.
- Le couvent Saint-Vincent-de-Paul construit en 1850. Le bâtiment abrite aujourd'hui la Maison des Associations et la Maison de la Résistance René Michaud.
- Les quatre lavoirs sur le circuit pédestre du mémorial : ceux de la rue de la Bonnieure et de la rue du Moulin et ceux de la Folie et de la Fuie.
- On peut visiter le mémorial de la Résistance et le musée de la Résistance. Le mémorial de Chasseneuil est une œuvre de François Poncelet, architecte charentais. Haut de 21 mètres, il a la forme d'une croix de Lorraine associée au « V » de la Victoire. Il a été conçu comme « un livre de pierre » : les bas-reliefs réalisés par les sculpteurs Georges Guiraud (1900-1989), Raoul Lamourdedieu et Émile Peyronnet (1872-1956).

- La forêt de Chasseneuil.
- La vallée de la Bonnieure.
- La route Claude Bonnier, chemin de la liberté.

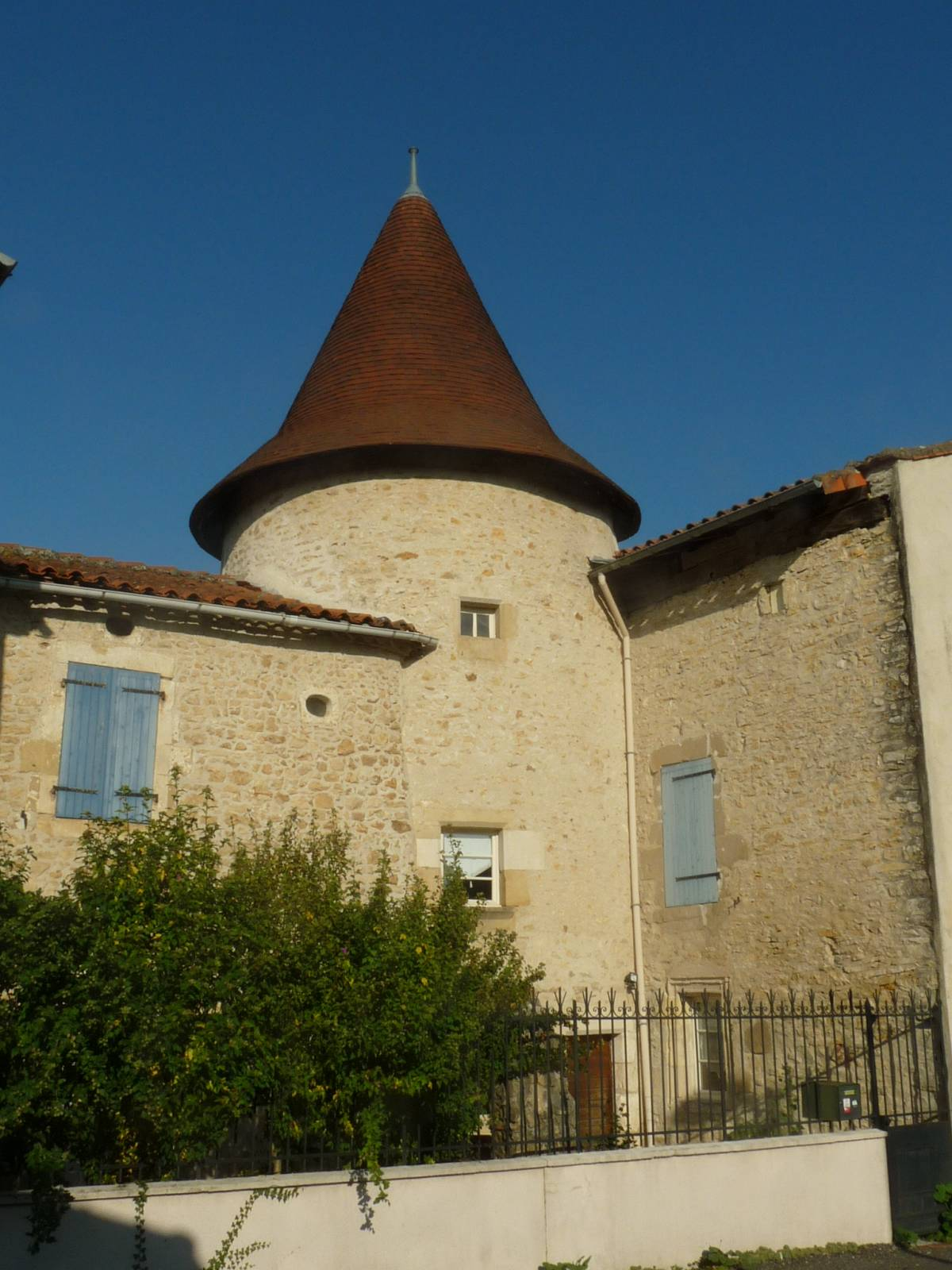
Logis XVIe siècle près de l'église.
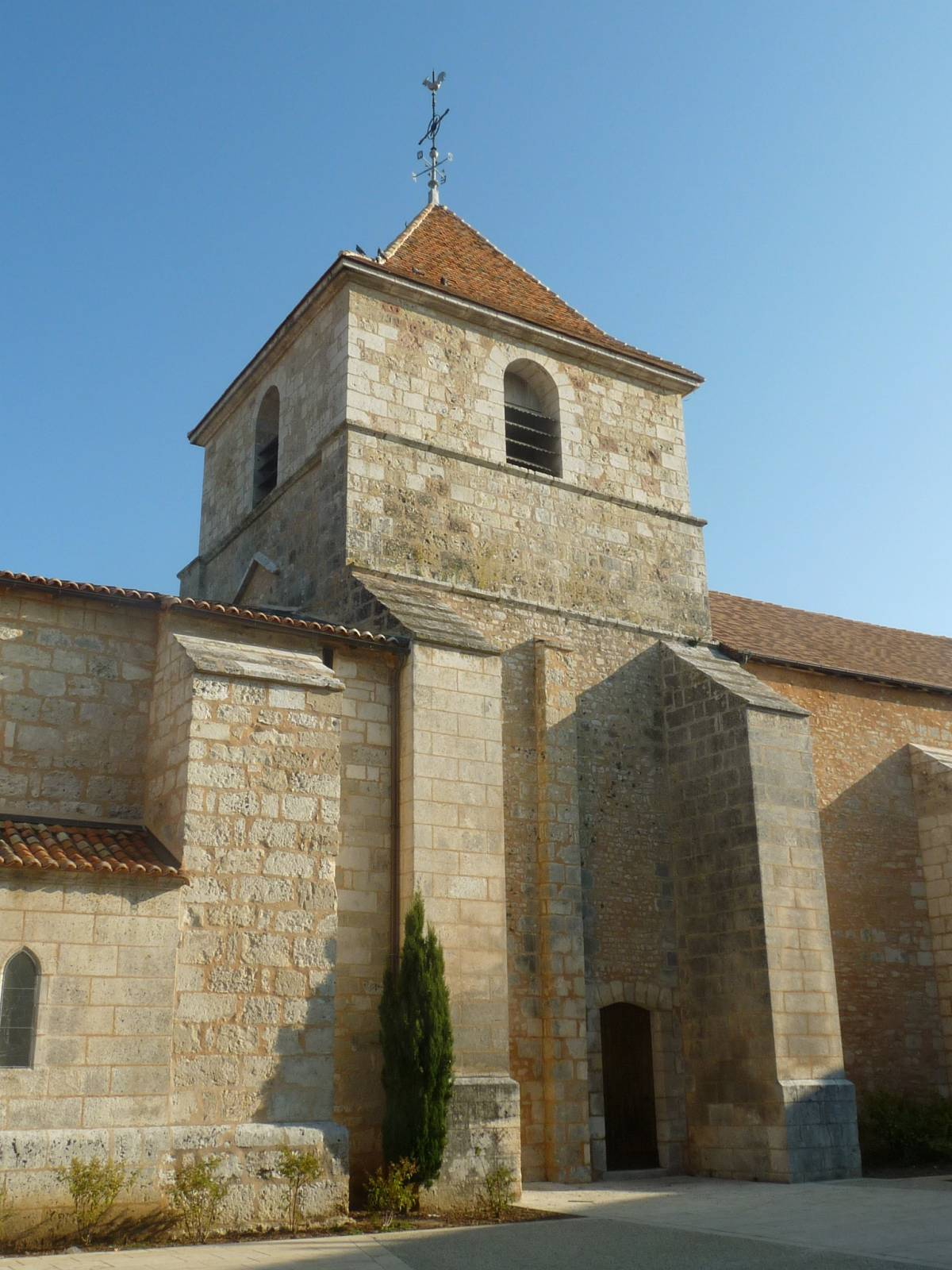
Église Saint-Saturnin.
Mémorial de Chasseneuil.
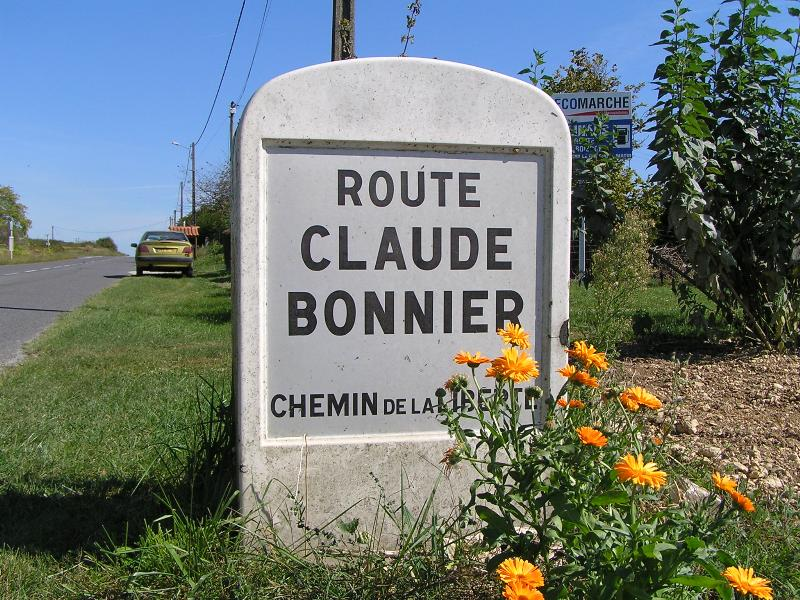
Route de la Liberté.

### Personnalités liées à la commune
- François Mêlier (1798-1866), professeur de médecine français, précurseur de santé publique, né à Chasseneuil.
- Édouard Pascaud (1876-1956), député de la Charente (Confolens, parti radical), maire de Chasseneuil, directeur des Grandes tuileries de Roumazières, né et décédé dans la commune.
- Guy Pascaud (1904-1979), enseignant, résistant, déporté, a été après la guerre industriel et sénateur-maire de Chasseneuil-sur-Bonnieure.
- André Chabanne (1914-1963), né à Cherves-Châtelars ; élève au collège de Chasseneuil, enseignant, résistant et député de la Charente. Il a donné son nom au lycée professionnel de la ville.
- Fernand Legros (1931-1983), faussaire, y est décédé et enterré.

### Héraldique
| Blason | Blasonnement : D'azur à la fasce d'argent surmontée d'un chef denché de cinq pointes d'argent, soutenue d'une étoile d'or. |